# Primaluna

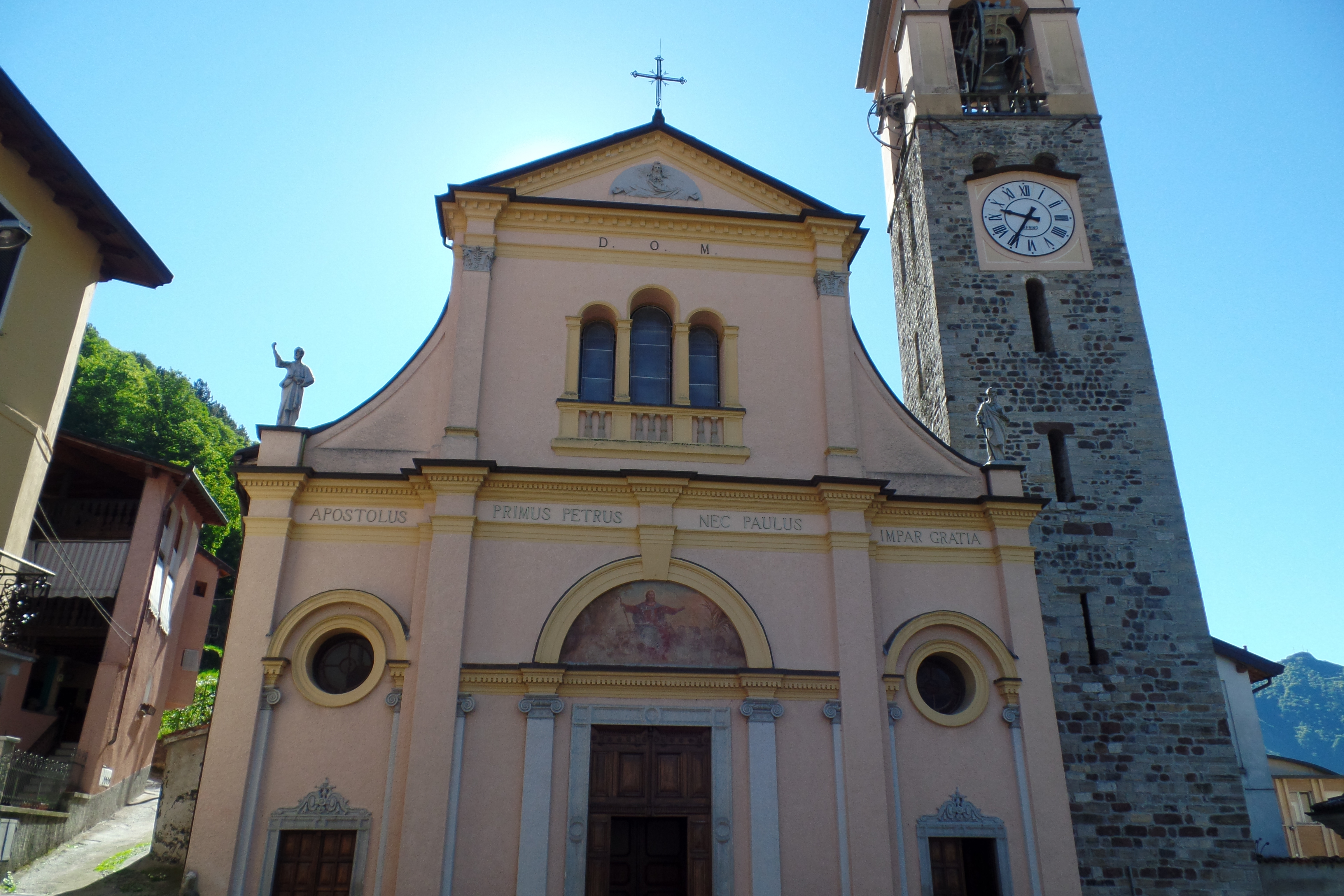
Pfarrkirche Santi Pietro e Paolo

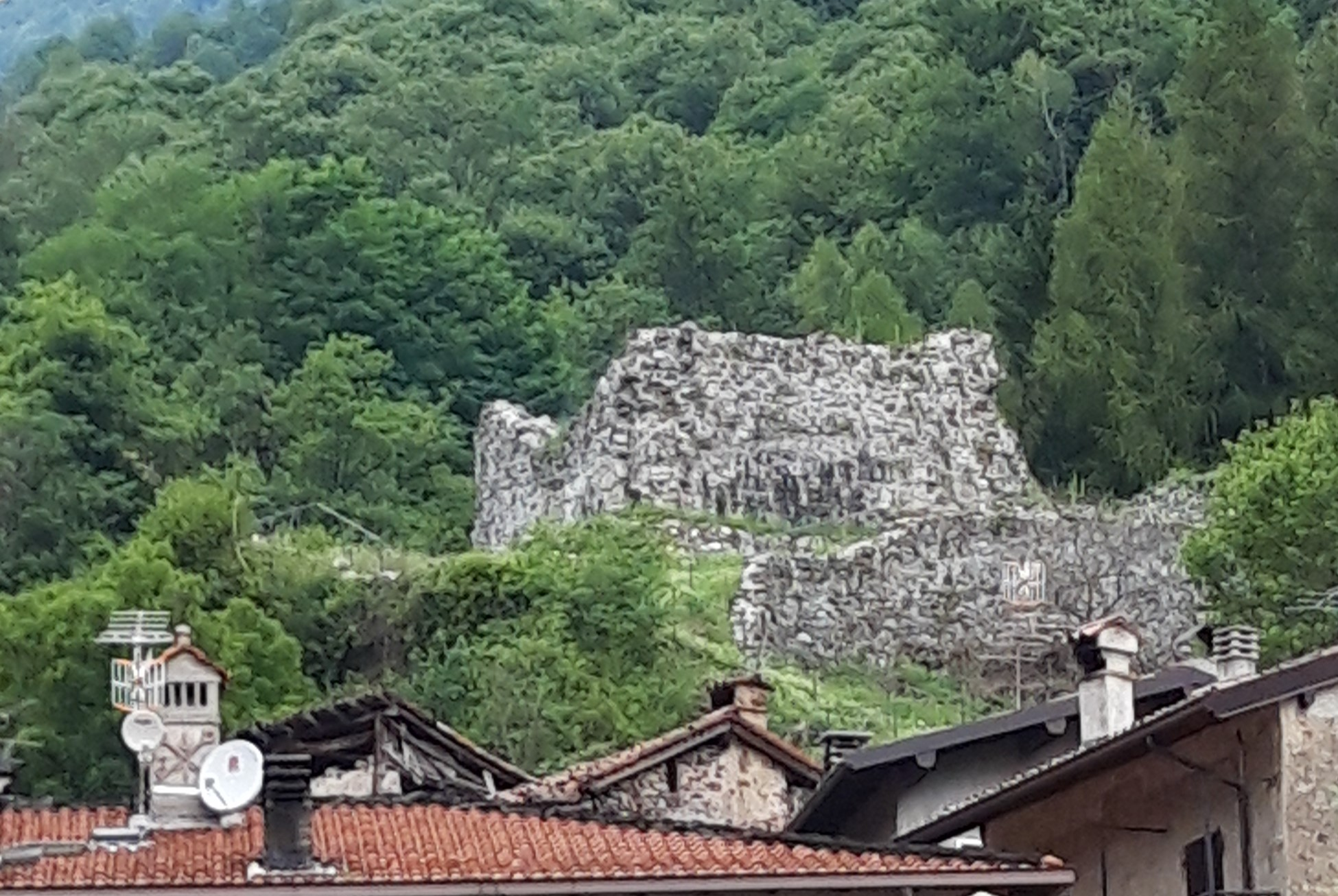
Turmruine

Primaluna ist eine Gemeinde in der Provinz Lecco in der italienischen Region Lombardei mit 2274 Einwohnern (Stand 31. Dezember 2023).

## Geographie
Primaluna liegt ca. 13 km nördlich der Provinzhauptstadt Lecco und 60 km nordöstlich der Millionen-Metropole Mailand.
Die Nachbargemeinden sind Casargo, Cortenova, Crandola Valsassina, Esino Lario, Introbio, Pasturo und Premana.

## Bevölkerungsentwicklung
| Bevölkerungsentwicklung | Bevölkerungsentwicklung | Bevölkerungsentwicklung | Bevölkerungsentwicklung | Bevölkerungsentwicklung | Bevölkerungsentwicklung | Bevölkerungsentwicklung | Bevölkerungsentwicklung | Bevölkerungsentwicklung | Bevölkerungsentwicklung | Bevölkerungsentwicklung | Bevölkerungsentwicklung | Bevölkerungsentwicklung | Bevölkerungsentwicklung |
| ----------------------- | ----------------------- | ----------------------- | ----------------------- | ----------------------- | ----------------------- | ----------------------- | ----------------------- | ----------------------- | ----------------------- | ----------------------- | ----------------------- | ----------------------- | ----------------------- |
| Jahr                    | 1861                    | 1871                    | 1881                    | 1911                    | 1931                    | 1951                    | 1961                    | 1971                    | 1981                    | 1991                    | 2001                    | 2011                    | 2022                    |
| Einwohner               | 1630                    | 1738                    | 1827                    | 1651                    | 1427                    | 1387                    | 1465                    | 1630                    | 1673                    | 1695                    | 1916                    | 1035                    | 2240                    |
| Quelle: ISTAT           |                         |                         |                         |                         |                         |                         |                         |                         |                         |                         |                         |                         |                         |

## Sehenswürdigkeiten und Feste
- Kirche Santi Pietro e Paolo[2] und Fest der Ortspatrone Peter und Paul am 29. Juni[3]
- Kirche Santa Maria Immacolata[4]
- Museo etnografico[5]
- Turmruine[6]